# Enying
Enying es una ciudad del condado de Fejér, Hungría. Aquí nació el atleta olímpico Géza Mészöly.

## Ciudades hermanadas
Enying está hermanada con:
- Bad Urach, Alemania
- Huedin, Rumanía
- Świerklany, Polonia
- Yukamenskoye, Rusia